# Tectaria pascoensis
Tectaria pascoensis là một loài dương xỉ trong họ Tectariaceae. Loài này được A. Rojas mô tả khoa học đầu tiên năm 2001.